# Grete Pavlousek
Grete Pavlousek (* 7. Oktober 1923; † nach 1948) war eine österreichische Sprinterin.
Bei den Olympischen Spielen 1948 in London wurde sie Sechste in der 4-mal-100-Meter-Staffel. Über 100 und 200 Meter schied sie im Vorlauf aus.
Im selben Jahr wurde sie Österreichische Meisterin über 200 Meter.

## Persönliche Bestzeiten
- 100 m: 12,7 s, 1946
- 200 m: 26,5 s, 1947